# تونل زیگانا
تونل زیگانا (ترکی استانبولی: Zigana Tüneli) یک تونل جاده‌ای در منطقه دریای سیاه ترکیه است. این تونل بین استان‌های گوموش‌خانه و ترابزون قرار دارد.
این تونل دوقلو که در نزدیکی کوه زیگانا (بخشی از کوه‌های پونتیک) قرار دارد، درازترین تونل ترکیه با طول ۱۴۴۸۱ متر است. 
این تونل برای دور زدن گردنه زیگانا (ارتفاع ۲۰۳۲ متر) ساخته شده و مسیر را حدود ۸ کیلومتر کوتاه‌تر و مدت زمان سفر را بیست دقیقه کمتر می کند.  